# Termogènesi induïda pels aliments
La termogènesi induïda pels aliments (o efecte tèrmic dels aliments o termogènesi induïda pel menjar o efecte tèrmic del menjar) és la quantitat de despesa energètica per sobre de la taxa metabòlica basal a causa del cost de processar i emmagatzemar els aliments. La producció de calor pel teixit adipós marró que s'activa després del consum d'un àpat és un component addicional de la termogènesi induïda per la dieta. L'efecte tèrmic dels aliments és un dels components del metabolisme juntament amb taxa metabòlica en repòs i el component de l'exercici físic. Una estimació que s'utilitza habitualment de l'efecte tèrmic dels aliments és al voltant del 10% de la ingesta calòrica, encara que l'efecte varia substancialment per als diferents components dels aliments. Per exemple, el greix dietètic és molt fàcil de processar i té molt poc efecte tèrmic, mentre que la proteïna és difícil de processar i té un efecte tèrmic molt més gran.

## Tipus d'aliments
L'efecte tèrmic dels aliments és l'energia necessària per a la digestió, l'absorció i l'eliminació dels nutrients ingerits. La seva magnitud depèn de la composició dels aliments consumits:
- Hidrats de carboni: del 5 al 15% de l'energia consumida[4]
- Proteïnes: del 20 al 30%[4]
- Greixos: com a màxim del 5 al 15%[5]